# Acanthogorgia breviflora
Acanthogorgia breviflora is een zachte koraalsoort uit de familie Acanthogorgiidae. De koraalsoort komt uit het geslacht Acanthogorgia. Acanthogorgia breviflora werd in 1897 voor het eerst wetenschappelijk beschreven door Whitelegge. 